# Heinrich van der Linden
Heinrich van der Linden (* 14. Jahrhundert; † 3. September 1391 in Aachen) war Schöffe und Bürgermeister der Reichsstadt Aachen.

## Leben und Wirken
Van der Linden war ab dem Jahre 1364 Ratsherr der Stadt Aachen und wurde 1370 in den Schöffenstuhl aufgenommen, wo er ein Jahr später zum Richter ernannt wurde. Im Jahr 1376 gehörte er der Aachener Delegation an, die bei Kaiser Karl IV. in Bacharach die spätere Krönung Wenzels zum König vorbereitete. Schließlich wurde van der Linden in den Jahren 1382, 1385 und durchgehend von 1387 bis 1391 zum Bürgermeister der Freien Reichsstadt Aachen gewählt.
Als abgestandener Bürgermeister stand van der Linden 1383 zusammen mit Reinhard von Moirke, dem Älteren sowie den amtierenden Bürgermeistern Gerhard Lewe, der Ältere und Johann von Pont den städtischen Truppen vor, die mit den verbündeten Truppen der Stadt Köln, des Erzbischofs von Köln Friedrich III. von Saarwerden und des Herzogs Wilhelm II. von Jülich und Geldern infolge eines Beschlusses des Landfriedensbündnisses Maas-Rhein zu den Belagerern von Schloss Dyck gehörten. Diese warfen Gerhard von Dyck Raubrittertum vor  und zwangen ihn nach der erfolgreichen Einnahme seines Schlosses, die damalige Hochburg zu zerstören. An der zwei Jahre später stattfindenden Belagerung der Burg Reifferscheid nahm van der Linden nicht teil, um Aachen vor Ort besser regieren und beschützen zu können.
Heinrich van der Linden war verheiratet mit einer nicht näher bekannten Dame, mit der er zwei Kinder hatte. Zum einen die Tochter Catharina, die den Schöffen Werner Bertolf heiratete, mit dem sie unter anderem die beiden Söhne Johann und Heinrich Bertolf bekam, die später ebenfalls in das Amt des Bürgermeisters gewählt wurden. Zum anderen den Sohn Gerard, Besitzer des Gutes Raede/Roide, dem späteren Schloss Rahe, das er am 22. Oktober 1423 an den Bürgermeister Wilhelm von der Hagen veräußerte.